# The Error of Omission
The Error of Omission è un cortometraggio muto del 1912. Il nome del regista non viene riportato. Prodotto dalla Essanay Film Manufacturing Company, il film aveva come interpreti Whitney Raymond, Francis X. Bushman, Frank Dayton, William Bailey, Ruth Hennessy.

## Trama
Alla nascita del piccolo Tommy, suo padre non lo registra all'anagrafe, mentre registra invece un cucciolo. Questo fatto provocherà al ragazzo, una volta cresciuto, tutta una serie di problemi che sembreranno insolubili. Avrà difficoltà a frequentare una scuola, non potrà dimostrare la propria età quando cercherà un lavoro o vorrà iscriversi alle liste elettorali per poter votare. Stessa storia quando, ormai uomo, vorrà sposare la ragazza di cui è innamorato. Non può neanche entrare in possesso di un'eredità: per fortuna, trova il vecchio certificato del cane sul cui retro c'è un'annotazione dove si dice che nello stesso giorno l'uomo era diventato padre anche di un bambino. Con quella nota, Tommy riesce a dimostrare la propria identità e a essere finalmente registrato, cosa che gli permette di ottenere la sua eredità.

## Produzione
Il film fu prodotto dalla Essanay Film Manufacturing Company.

## Distribuzione
Distribuito dalla General Film Company, il film - un cortometraggio a una bobina - uscì nelle sale cinematografiche statunitensi il 13 dicembre 1912.